# Zamarada exquisita
Zamarada exquisita là một loài bướm đêm trong họ Geometridae.